# Meridian (Zug)
Der Meridian war ein internationaler Reisezug, der von 1969 bis 1993 durch mehrere europäische Bahnverwaltungen betrieben wurde. Seinen Namen hatte der Zuglauf von der fast auf einem Meridian verlaufenden Fahrtroute erhalten. Er verkehrte zeitweise von Malmö in Schweden bis Bar in Jugoslawien, die Fahrtroute führte über die DDR (ab 1990 bundesdeutsches Gebiet), die Tschechoslowakei und Ungarn. 

## Geschichte
Der Meridian wurde, noch als namenloser Schnellzug, mit Beginn des Sommerfahrplans 1969 im Mai dieses Jahres mit dem Laufweg von Berlin Ostbahnhof über Dresden, Prag, Bratislava und Budapest bis Belgrad eingeführt. Ein Jahr später wurde er in Richtung Norden über die Königslinie bis Malmö verlängert und erhielt gleichzeitig seinen Namen, abgeleitet von seiner Führung weitgehend entlang des 15. Längengrads. Zunächst verkehrte allerdings lediglich ein einziger Liegewagen der JŽ über die gesamte Strecke.
Im Sommerfahrplan 1976 verlängerten die beteiligten Bahnen den Meridian über Belgrad hinaus bis Bar, damit verkehrte der Zug über einen Laufweg von 2100 km, allerdings zunächst ohne durchgängig von Malmö bis Bar verkehrende Wagen. Damit bestand erstmals eine planmäßige Zugverbindung von Schweden an die jugoslawische Adria. Auch im Sommerfahrplan 1978 und dann ganzjährig vom Sommer 1979 bis zum Ende des Winterfahrplans 1980/81 fuhr der Meridian bis Bar, ansonsten nur bis Belgrad. Durchgehend von Malmö bis Bar eingesetzt wurden dabei ausschließlich Liege- und Schlafwagen, keine Sitzwagen. Ab 1981 wurde der Zug generell auf den Laufweg Berlin–Belgrad verkürzt. Von 1970 bis 1976 sowie von 1983 bis 1986 und von 1989 bis 1990 führte der Meridian auch Kurswagen von Berlin nach Wien, die in Prag abgesetzt wurden und von dort als eigenständiger Schnellzug Sanssouci nach Wien fuhren.
Ab 1987 fuhr der Meridian südlich von Belgrad weiter bis Sofia, 1990 bekam der Zug zudem kurzzeitig erneut Kurswagen nach Bar. Die Jugoslawienkriege sorgten für erhebliche Nachfrageverluste, so dass der Zuglauf mit Ende des Winterfahrplans 1992/93 eingestellt wurde.

## Zugbildung und Lokomotiven

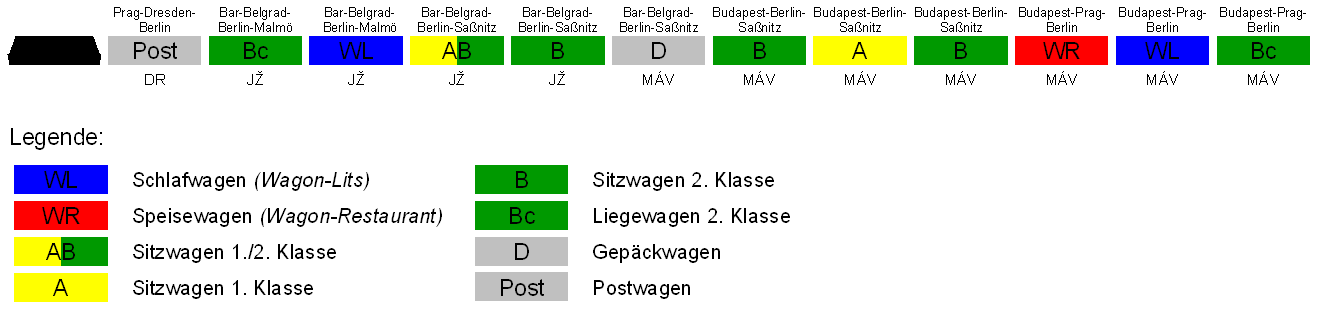
Zugbildung des Meridian im Sommerfahrplan 1979, Abschnitt Dresden–Berlin

Der Meridian wurde, wie im internationalen Bahnverkehr lange Jahre üblich, aus Wagen der beteiligten Bahngesellschaften gebildet. Wagen stellten vor allem die Deutsche Reichsbahn (DR), die Ungarische Staatsbahn (MÁV) sowie die Jugoslawischen Staatsbahn (JŽ). Einzelne Wagen stellten auch die Tschechoslowakischen Staatsbahnen (ČSD), ab 1987 kamen mit der Verlängerung bis Sofia auch Wagen der Bulgarischen Staatsbahn (BDŽ) zum Einsatz. Die Kurswagen nach Wien wurden zum Teil von der Österreichischen Bundesbahnen (ÖBB) gestellt. Lediglich Wagen der JŽ und der DR verkehrten über den gesamten Zuglauf bis Malmö, ungarische Wagen führte der Zug maximal bis Saßnitz. So liefen bspw. im Sommer 1979 neben den durchgehenden Schlaf- und Liegewagen Bar–Malmö noch Sitzwagen der JŽ von Bar bis Saßnitz, Sitzwagen der MÁV zwischen Budapest und Saßnitz sowie Speisewagen, Schlaf- und Liegewagen der MÁV zwischen Budapest und Berlin.
Bis 1977 wurde der Meridian auf seinem deutschen Streckenabschnitt fast ausschließlich von Dampflokomotiven bespannt. Er gehörte damit zu den letzten langlaufenden internationalen Fernzügen, die auf längeren Abschnitten mit dieser Traktionsart befördert wurden. Zwischen Dresden und Berlin waren dies Lokomotiven der Baureihe 01 des Bahnbetriebswerks Dresden-Altstadt und der Baureihe 01.5 von Berlin Ostbahnhof, nördlich von Berlin führten ihn überwiegend von der Deutschen Reichsbahn umgebaute Lokomotiven der Reihe 03.10. Nachdem bereits zuvor in einzelnen Fahrplanjahren auch Diesellokomotiven den Meridian bespannt hatten, wurden die Dampflokomotiven ab 1977 südlich Berlin und ab 1980 auch nördlich von Berlin endgültig durch Lokomotiven der Baureihen 118 und 132 ersetzt. Die ČSD, MÁV und JŽ hatten bereits einige Jahre früher ihre Schnellzugdampflokomotiven durch Diesellokomotiven ersetzt. Schrittweise elektrifizierten die beteiligten Bahnen zudem ihre Strecken, so dass der Meridian ab Ende der 1980er-Jahre durchgängig mit elektrischen Lokomotiven gefahren werden konnte.
Über die Jahre wechselte der Meridian mehrfach seine Zugnummern.  Bis 1973 führte er auf dem DR-Teilstück die Nummern D 51/52. Mit der generellen Einführung international durchgehender Zugnummern erhielt er ab Sommer 1973 die Zugnummern D 270/271. Ab dem Sommerfahrplan 1986 wechselte die Nummerierung auf D 376/377, diese Nummern behielt der Meridian bis zu seiner Einstellung 1993.